# Jouni Virpiö
Jouni Virpiö (né le 21 avril 1985 à Jyväskylä en Finlande) est un joueur professionnel de hockey sur glace. Il évolue au poste d'ailier gauche.

## Carrière de joueur

### Carrière en club
Jouni Virpiö fut formé au JYP Jyväskylä. Il joue dans toutes les catégories du club avant de se voir offrir la possibilité de disputer 21 matchs avec l'équipe élite en SM-liiga lors de la saison 2005-2006. La saison suivante, il est recruté par le TuTo Turku en Mestis. Sa deuxième saison dans le club de Turku est marqué par un titre de champion. Il est un grand artisan du succès de son équipe puisqu'il inscrit 63 points (29 buts pour 34 assistances) en 45 matchs de saison régulière. En série éliminatoire, il marque à 6 reprises pour 6 passes décisives. Son excellente saison lui permet de retrouver la SM-liiga avec son club formateur du JYP Jyväskylä. En parallèle, il joue en Mestis avec le D Team Jyväskylä. Le JYP Jyväskylä est sacré champion cette année-là mais Jouni Virpiö ne dispute aucun match de série éliminatoire.
En 2009-2010, il fait partie intégrante du D Team Jyväskylä. Son équipe perd en finale de championnat contre Jokipojat Joensuu malgré une fiche personnelle de 4 buts et 6 assistances en 12 matchs de séries éliminatoires.
La saison 2010-2011 voit Jouni Virpiö intégrer l'équipe de Tappara en SM-liiga. Il dispute 7 matchs du trophée européen et marque un but contre l'EC Red Bull Salzbourg le 13 août 2010. En championnat national, auteur de 12 points en 47 matchs, c'est sa saison la plus prolifique sur le plan statistiques en élite finlandaise. Il est prêté pour 2 rencontres en Mestis au club de Lempäälän Kisa.
En 2011-2012, toujours avec Tappara, il est aligné à 7 reprises lors du trophée européen et 3 fois en SM-liiga. Il dispute 30 matchs de saison régulière avec le club de Mestis de KooKoo Kouvola ainsi que 11 matchs de séries éliminatoires. Son équipe termine troisième en gagnant contre le Jukurit Mikkeli.
Le 21 mai 2012, le Gap Hockey Club, pensionnaire de la Ligue Magnus annonce sur son site internet la signature pour une saison de Jouni Virpiö. Il retrouve comme entraineur principal son formateur lors de son hockey mineur au JYP, Ari Salo.

## Statistiques

### En club
| Saison    | Équipe           | Ligue            |    | Saison régulière | Saison régulière | Saison régulière | Saison régulière | Saison régulière |   | Séries éliminatoires | Séries éliminatoires | Séries éliminatoires | Séries éliminatoires | Séries éliminatoires |
| Saison    | Équipe           | Ligue            | PJ | B                | A                | Pts              | Pun              | PJ               | B | A                    | Pts                  | Pun                  |                      |                      |
| 2003-2004 | Finlande U20     | Mestis           | 2  | 0                | 0                | 0                | 0                |                  |   |                      |                      |                      |                      |                      |
| 2005-2006 | JYP Jyväskylä    | SM-liiga         | 21 | 1                | 0                | 1                | 6                |                  |   |                      |                      |                      |                      |                      |
| 2006-2007 | TuTo Turku       | Mestis           | 45 | 20               | 25               | 45               | 42               | 8                | 1 | 6                    | 7                    | 6                    |                      |                      |
| 2007-2008 | TuTo Turku       | Mestis           | 45 | 29               | 34               | 63               | 20               | 11               | 6 | 6                    | 12                   | 0                    |                      |                      |
| 2008-2009 | JYP Jyväskylä    | SM-liiga         | 12 | 1                | 1                | 2                | 0                |                  |   |                      |                      |                      |                      |                      |
| 2008-2009 | D Team Jyväskylä | Mestis           | 14 | 5                | 13               | 18               | 6                |                  |   |                      |                      |                      |                      |                      |
| 2009-2010 | D Team Jyväskylä | Mestis           | 29 | 14               | 20               | 34               | 12               | 12               | 4 | 6                    | 10                   | 4                    |                      |                      |
| 2010-2011 | Tappara          | SM-liiga         | 44 | 7                | 5                | 12               | 20               |                  |   |                      |                      |                      |                      |                      |
| 2010-2011 | Lempäälän Kisa   | Mestis           | 2  | 2                | 2                | 4                | 4                |                  |   |                      |                      |                      |                      |                      |
| 2010      | Tappara          | Trophée européen | 7  | 1                | 1                | 2                | 2                |                  |   |                      |                      |                      |                      |                      |
| 2011-2012 | Tappara          | SM-liiga         | 3  | 0                | 0                | 0                | 0                |                  |   |                      |                      |                      |                      |                      |
| 2011-2012 | KooKoo Kouvola   | Mestis           | 30 | 8                | 13               | 21               | 43               | 11               | 3 | 2                    | 5                    | 2                    |                      |                      |
| 2011      | Tappara          | Trophée européen | 7  | 0                | 0                | 0                | 2                |                  |   |                      |                      |                      |                      |                      |
| 2012-2013 | Gap Hockey Club  | Ligue Magnus     | 20 | 5                | 12               | 17               | 4                | 3                | 0 | 1                    | 1                    | 2                    |                      |                      |
| 2012-2013 | Gap Hockey Club  | CdL              | 5  | 2                | 1                | 3                | 4                |                  |   |                      |                      |                      |                      |                      |
| 2012-2013 | Gap Hockey Club  | CdF              | 1  | 0                | 0                | 0                | 0                |                  |   |                      |                      |                      |                      |                      |
| 2013-2014 | Gap Hockey Club  | Ligue Magnus     | 26 | 14               | 11               | 25               | 24               | 7                | 3 | 2                    | 5                    | 2                    |                      |                      |

## Trophées et honneurs personnels
- Avec le JYP Jyväskylä : champion de la SM-liiga junior en 2005-2006, vainqueur de la SM-liiga en 2008-2009.
- Avec le TuTo Turku : champion de Mestis en 2007-2008, meilleur buteur du championnat avec 29 réalisations.